# سولومون إل. هودغ
سولومون إل. هودغ هو قاضي ومحامي وسياسي أمريكي، ولد في 11 يوليو 1836 في Pickrelltown, Ohio ‏ في الولايات المتحدة، وتوفي في 23 فبراير 1909 في باتل كريك في الولايات المتحدة. نشط حزبياً في الحزب الجمهوري. وقد انتخب عضو مجلس النواب الأمريكي ‏.